# Liste der Bischöfe von Grenoble
Die folgenden Personen waren Bischöfe von Grenoble (Frankreich):
- Heiliger Domnin 381–384[1]
- Diogene Ende 4. Jh.
- Amicus 5. Jh.
- Sebastian ca. 420
- Vitalien ca. 439–?
- Heiliger Cérat 441–450
- Viventius 463?–478
- Viktor 515 bis ca. 530
- Ursolus 538
- Siagrius I. 552 bis ca. 570
- Isice I. 573–601 oder 608
- Siagrius II. 614–626
- Clair 650
- Heiliger Ferreol oder Ferjus ca. 653 bis ca. 664[1]
- Boson 664–?
- Isice II. ca. 690?
- Austrebert ca. 699
- Ramnou 707
- Ragnomar 726
- Austoric 742?
- Corbus 743–?
- Leopert ca. 760?
- Adalhard ca. 804
- Radou 825
- Supert 829
- Evrard
- Adalulf ca. 840
- Ebbo 855–860
- Bernaire 869–?
- Isaak 888–922
- Alquier 944–949
- Isarn ca. 949 bis ca. 990
- Humbert I. d’Albon ca. 990 bis ca. 1025
- Mallen ca. 1025–1035
- Artaud ca. 1036–1058
- Humbert II. 1058
- Pons ca. 1070–1076
- Heiliger Hugo von Châteauneuf 1080–1132
- Hugo II. 1132–1148
- Nöel 1150
- Othmar de Sassenage 1150–1151 (Haus Sassenage)
- Gottfried 1151–1163
- Jean de Sassenage 1164–1220 (Haus Sassenage)
- Wilhelm I. 1220
- Peter I. 1221–1223
- Soffroy 1223 bis ca. 1237
- Peter II. 1237–1250
- Falcon ca. 1250–1266
- Guillaume II. de Sassenage 1266–1281 (Haus Sassenage)
- Guillaume III. de Royn 1281–1302
- Guillaume IV. de Royn 1302–1337
- Jean de Chissé 1337–1350
- Raoul de Chissey 1350–1380 (danach Bischof von Tarentaise)
- François de Conzié 1380–1388 (danach Bischof von Arles)
- Aymon de Chissé I. OSB 1388–1427 (danach Bischof von Nizza)
- Aymon de Chissé II. 1427–1450
- Siboud Alleman 1450–1476
- Jost von Silenen 1482–1484 (danach Bischof von Sitten)
- Laurent I. Alleman OSA 1476–1482 und 1484–1518
- Laurent II. Alleman OSA 1518–1561
- François de Saint-Marcel d’Avançon OSB 1562–1575
- François du Pléard (Fléhard) 1575–1606
- Jean de La Croix de Chevrières 1607–1619
- Alphonse de La Croix de Chevrières 1619–1620
- Pierre Scarron 1620–1667
- Étienne Kardinal Le Camus 1671–1707
- Ennemond Alleman de Montmartin 1708–1719
- Paul de Chaulnes 1721–1725 (vorher Bischof von Sarlat)
- Jean de Caulet 1726–1771
- Jean de Cairol de Madaillan 1771–1779 (vorher Bischof von Vence)
- Hippolyte Haÿ de Bonteville 1779–1788 (vorher Bischof von Saint-Flour)
- Henri-Charles Dulau D’Allemans 1789–1790 (1802)
  - Joseph Pouchot 1791–1792
  - Henri Reymond 1792–1802 (danach Bischof von Dijon)
- Claude Simon 1802–1825[1]
- Philibert de Bruillard 1826–1852,[1] † 1860
- Jacques-Marie-Achille Ginoulhiac 1852–1870[1] (danach Erzbischof von Lyon)
- Pierre-Antoine-Justin Paulinier 1870–1875[1] (danach Erzbischof von Besançon)
- Amand-Joseph Fava 1875–1899[1]
- Paul-Emile-Marie-Joseph Henry 1899–1911[1]
- Louis-Joseph Maurin 1911–1916[1] (danach Erzbischof von Lyon und Kardinal)
- Alexandre Caillot 1917–1957[1]
- André-Jacques Fougerat 1957–1969,[1] † 1983
- Gabriel-Marie-Joseph Matagrin 1969–1989[1]
- Louis Dufaux 1989–2006[1]
- Guy André Marie de Kerimel 2006–2021[1]
- Jean-Marc Eychenne seit 2022